# Sapindus emarginata
Sapindus emarginata är en kinesträdsväxtart som beskrevs av Vahl. Sapindus emarginata ingår i släktet Sapindus och familjen kinesträdsväxter. Inga underarter finns listade i Catalogue of Life.